# KDE System Guard
KDE System Guard — свободный менеджер задач и системный монитор, входящий в проект KDE для Unix-подобных операционных систем. Также известный как KSysGuard. Программа имеет архитектуру клиент-сервер и может вести мониторинг как на локальных, так и на удалённых хостах. В последнем случае при наличии запущенного на удаленном хосте ksysguardd, а на локальном — графического интерфейса к нему (ksysguard). Может обрабатывать как простые значения, так и сложные данные, такие как таблицы и выводить эту информацию в графическом виде. Отображение данных распределяется между вкладками. Также выводит top-подобный список процессов.
KDE System Guard считается форком менеджера задач KTop из KDE 1.x.